# Mohammad Taher Vadi
Mohammad Taher Vadi est un joueur iranien de volley-ball né le 10 octobre 1989 à Mashhad. Ancien joueur national de l'Iran. Il mesure 1,93 m et joue Passeur. Vadi Meilleur serveur Coupe d'Asie de volley-ball masculin 2012.